# Vaudémont
Vaudémont è un comune francese di 82 abitanti nel dipartimento della Meurthe e Mosella nella regione del Grande Est. Da questo piccolo centro prese nome un ramo del Casato di Lorena poi salito al trono del Ducato di Lorena.

## Società

### Evoluzione demografica
Abitanti censiti